# Антониу-Жуан
Антониу-Жуан (порт. Antônio João) — муниципалитет в Бразилии, входит в штат Мату-Гросу-ду-Сул. Составная часть мезорегиона Юго-запад штата Мату-Гроссу-ду-Сул. Входит в экономико-статистический микрорегион Дорадус. Население составляет 7979 человек на 2006 год. Занимает площадь 1143,750 км². Плотность населения — 7,0 чел./км².

## История
Город основан 18 марта 1964 года. 

## Статистика
- Валовой внутренний продукт на 2003 год составляет 50 969 980,00 реалов (данные: Бразильский институт географии и статистики).
- Валовой внутренний продукт на душу населения на 2003 год составляет 6604,90 реала (данные: Бразильский институт географии и статистики).
- Индекс развития человеческого потенциала на 2000 год составляет 0,702 (данные: Программа развития ООН).